# 攀登
攀登是指用手、脚或身体的其他任何部位登上陡峭地形的活动。攀登的目的是为了移動、运动、娱乐和竞赛以及紧急救援和進行军事行动。抱石、峡谷溪降、攀岩、攀冰、登山运动、運動攀登等運動都屬於攀登。
此外，於每年佛誕（農曆四月初八日）在香港長洲太平清醮結束後舉行的搶包山比賽則是著名的體育攀登競賽。